# Pákay Ágost
Pákay Ágost (? – ?) háromszoros magyar bajnok labdarúgó, csatár.

## Pályafutása
1903 és 1912 között 44 mérkőzésen szerepelt az FTC-ben, amelyből 22 bajnoki, 8 nemzetközi és 14 hazai díjmérkőzés volt. 24 gólt szerzett, ebből 11 volt bajnoki találat. Háromszoros magyar bajnok és kétszeres Ezüstlabda-győztes volt a csapattal.

## Sikerei, díjai
- Magyar bajnokság
  - bajnok: 1903, 1905, 1906–07
  - 2.: 1904
- Ezüstlabda
  - győztes: 1904, 1906